# Las Salças
Las Salças (en francès Les Salces) és un municipi del departament francès del Losera a la regió d'Occitània.